# Shock Value II Tour
Shack Value II Tour je druga koncertna turneja američkog repera i producenta Timbalanda u svrhu promocije svojeg trećeg samostalnog albuma Shock Value II. Sastoji se od 13 koncerata održanih u Sjevernoj Americi od 15. siječnja do 3. veljače 2010. godine.

## Datumi koncerta
| Datum              | Grad             | Država             | Mjesto             |
| ------------------ | ---------------- | ------------------ | ------------------ |
| Sjeverna Amerika   |                  |                    |                    |
| 15. siječnja 2010. | Norfolk          | Virginia, SAD      | Norva Theatre      |
| 16. siječnja 2010. | Washington, D.C. | SAD                | 9:30 Club          |
| 17. siječnja 2010. | Baltimore        | Maryland, SAD      | Rams Head Live!    |
| 19. siječnja 2010. | Boston           | Massachusetts, SAD | House of Blues     |
| 20. siječnja 2010. | New York City    | New York, SAD      | Irving Plaza       |
| 22. siječnja 2010. | Toronto          | Kanada             | The Sound Academy  |
| 23. siječnja 2010. | Columbus         | Ohio, SAD          | Newport Music Hall |
| 24. siječnja 2010. | Chicago          | Illinois, SAD      | House of Blues     |
| 26. siječnja 2010. | Englewood        | Colorado, SAD      | Gothic Theater     |
| 28. siječnja 2010. | San Diego        | Kalifornija, SAD   | House of Blues     |
| 29. siječnja 2010. | West Hollywood   | Kalifornija, SAD   | House of Blues     |
| 2. veljače 2010.   | Dallas           | Texas, SAD         | House of Blues     |
| 3. veljače 2010.   | Houston          | Texas, SAD         | House of Blues     |